# Rigny-la-Salle
Rigny-la-Salle – miejscowość i gmina we Francji, w regionie Grand Est, w departamencie Moza.
Według danych na rok 1990 gminę zamieszkiwały 302 osoby, a gęstość zaludnienia wynosiła 29 osób/km² (wśród 2335 gmin Lotaryngii Rigny-la-Salle plasuje się na 748. miejscu pod względem liczby ludności, natomiast pod względem powierzchni na miejscu 577.).